# Grand Prix Formule 1 van Brazilië 2010

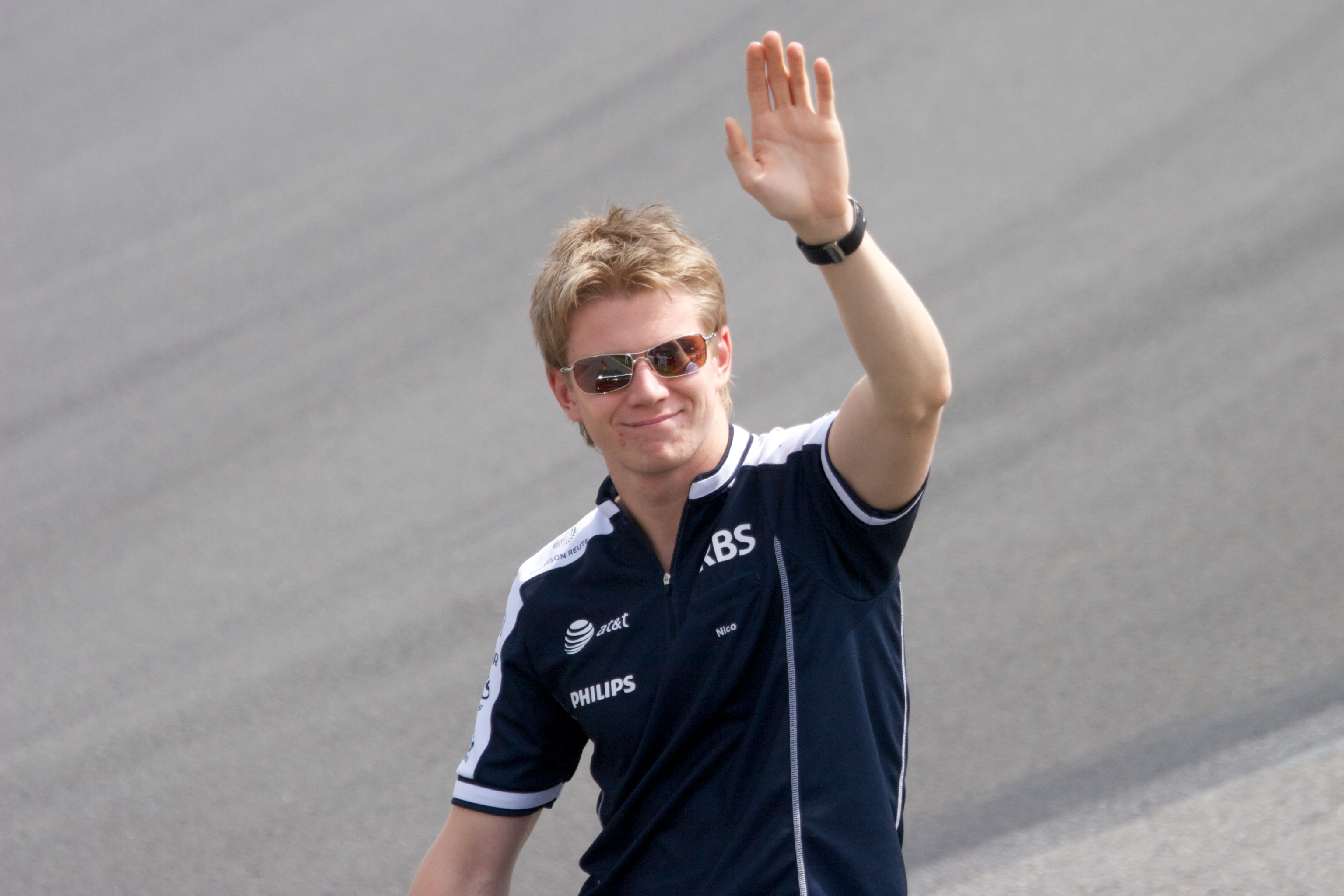
Nico Hülkenberg reed op zaterdag verrassend naar poleposition, maar kon die positie op zondag in de race niet lang vasthouden. Hij werd ten slotte achtste, maar daar was de Williamscoureur na afloop toch best blij mee.

De Grand Prix Formule 1 van Brazilië 2010 werd op 7 november 2010 verreden op het Autódromo José Carlos Pace. Christian Klien kwam voor de tweede maal dit seizoen in actie voor HRT; hij verving Sakon Yamamoto.
Nico Hülkenberg wist tijdens de kwalificatietraining verrassend de poleposition te veroveren. Het was de eerste pole voor Hülkenberg en voor het team van Williams, de eerste sinds de Grand Prix van Europa in 2005. Sebastian Vettel kwam op de opdrogende baan niet verder dan positie twee, op ruim een seconde van zijn landgenoot. Mark Webber werd derde achter zijn Red Bull teamgenoot.
Sebastian Vettel slaagde erin om tijdens de race zijn vierde overwinning van het seizoen te pakken. Door de tweede positie van teamgenoot Mark Webber wist het Red Bull Racing team haar eerste constructeurstitel te veroveren. Het team van McLaren kon met nog één race te gaan het Oostenrijkse team niet meer inhalen. De derde plaats werd ingenomen door Fernando Alonso, die hiermee als kampioenschapsleider de laatste race van het jaar inging.

## Kwalificatie
| Pos | No | Coureur            | Constructeur         | Q1       | Q2       | Q3       | Grid |
| --- | -- | ------------------ | -------------------- | -------- | -------- | -------- | ---- |
| 1   | 10 | Nico Hülkenberg    | Williams-Cosworth    | 1:20.050 | 1:19.144 | 1:14.470 | 1    |
| 2   | 5  | Sebastian Vettel   | Red Bull-Renault     | 1:19.160 | 1:18.691 | 1:15.519 | 2    |
| 3   | 6  | Mark Webber        | Red Bull-Renault     | 1:19.025 | 1:18.516 | 1:15.637 | 3    |
| 4   | 2  | Lewis Hamilton     | McLaren-Mercedes     | 1:19.931 | 1:18.921 | 1:15.747 | 4    |
| 5   | 8  | Fernando Alonso    | Ferrari              | 1:18.987 | 1:19.010 | 1:15.989 | 5    |
| 6   | 9  | Rubens Barrichello | Williams-Cosworth    | 1:19.799 | 1:18.925 | 1:16.203 | 6    |
| 7   | 11 | Robert Kubica      | Renault              | 1:19.249 | 1:18.877 | 1:16.552 | 7    |
| 8   | 3  | Michael Schumacher | Mercedes             | 1:19.879 | 1:18.923 | 1:16.925 | 8    |
| 9   | 7  | Felipe Massa       | Ferrari              | 1:19.778 | 1:19.200 | 1:17.101 | 9    |
| 10  | 12 | Vitaly Petrov      | Renault              | 1:20.189 | 1:19.153 | 1:17.656 | 10   |
| 11  | 1  | Jenson Button      | McLaren-Mercedes     | 1:19.905 | 1:19.288 |          | 11   |
| 12  | 23 | Kamui Kobayashi    | BMW Sauber-Ferrari   | 1:19.741 | 1:19.385 |          | 12   |
| 13  | 4  | Nico Rosberg       | Mercedes             | 1:20.153 | 1:19.486 |          | 13   |
| 14  | 17 | Jaime Alguersuari  | Toro Rosso-Ferrari   | 1:20.158 | 1:19.581 |          | 14   |
| 15  | 16 | Sébastien Buemi    | Toro Rosso-Ferrari   | 1:20.096 | 1:19.847 |          | 20   |
| 16  | 22 | Nick Heidfeld      | BMW Sauber-Ferrari   | 1:20.174 | 1:19.899 |          | 15   |
| 17  | 15 | Vitantonio Liuzzi  | Force India-Mercedes | 1:20.592 | 1:20.357 |          | 16   |
| 18  | 14 | Adrian Sutil       | Force India-Mercedes | 1:20.830 |          |          | 23   |
| 19  | 24 | Timo Glock         | Virgin-Cosworth      | 1:22.130 |          |          | 17   |
| 20  | 18 | Jarno Trulli       | Lotus-Cosworth       | 1:22.250 |          |          | 18   |
| 21  | 19 | Heikki Kovalainen  | Lotus-Cosworth       | 1:22.378 |          |          | 19   |
| 22  | 25 | Lucas di Grassi    | Virgin-Cosworth      | 1:22.810 |          |          | 21   |
| 23  | 20 | Christian Klien    | HRT-Cosworth         | 1:23.083 |          |          | 22   |
| 24  | 21 | Bruno Senna        | HRT-Cosworth         | 1:23.796 |          |          | 24   |

## Race
| Pos | No | Coureur            | Constructeur         | Ronden | Verschil/Oorzaak uitval | Grid | Punten |
| --- | -- | ------------------ | -------------------- | ------ | ----------------------- | ---- | ------ |
| 1   | 5  | Sebastian Vettel   | Red Bull-Renault     | 71     | 1:33:11.803             | 2    | 25     |
| 2   | 6  | Mark Webber        | Red Bull-Renault     | 71     | +4.243                  | 3    | 18     |
| 3   | 8  | Fernando Alonso    | Ferrari              | 71     | +6.807                  | 5    | 15     |
| 4   | 2  | Lewis Hamilton     | McLaren-Mercedes     | 71     | +14.634                 | 4    | 12     |
| 5   | 1  | Jenson Button      | McLaren-Mercedes     | 71     | +15.593                 | 11   | 10     |
| 6   | 4  | Nico Rosberg       | Mercedes             | 71     | +35.320                 | 13   | 8      |
| 7   | 3  | Michael Schumacher | Mercedes             | 71     | +43.456                 | 8    | 6      |
| 8   | 10 | Nico Hülkenberg    | Williams-Cosworth    | 70     | +1 ronde                | 1    | 4      |
| 9   | 11 | Robert Kubica      | Renault              | 70     | +1 ronde                | 7    | 2      |
| 10  | 23 | Kamui Kobayashi    | BMW Sauber-Ferrari   | 70     | +1 ronde                | 12   | 1      |
| 11  | 17 | Jaime Alguersuari  | Toro Rosso-Ferrari   | 70     | +1 ronde                | 14   |        |
| 12  | 14 | Adrian Sutil       | Force India-Mercedes | 70     | +1 ronde                | 22   |        |
| 13  | 16 | Sébastien Buemi    | Toro Rosso-Ferrari   | 70     | +1 ronde                | 19   |        |
| 14  | 9  | Rubens Barrichello | Williams-Cosworth    | 70     | +1 ronde                | 6    |        |
| 15  | 7  | Felipe Massa       | Ferrari              | 70     | +1 ronde                | 9    |        |
| 16  | 12 | Vitaly Petrov      | Renault              | 70     | +1 ronde                | 10   |        |
| 17  | 22 | Nick Heidfeld      | BMW Sauber-Ferrari   | 70     | +1 ronde                | 15   |        |
| 18  | 19 | Heikki Kovalainen  | Lotus-Cosworth       | 69     | +2 ronden               | 20   |        |
| 19  | 18 | Jarno Trulli       | Lotus-Cosworth       | 69     | +2 ronden               | 18   |        |
| 20  | 24 | Timo Glock         | Virgin-Cosworth      | 69     | +2 ronden               | 17   |        |
| 21  | 21 | Bruno Senna        | HRT-Cosworth         | 69     | +2 ronden               | 24   |        |
| 22  | 20 | Christian Klien    | HRT-Cosworth         | 65     | +6 ronden               | 23   |        |
| NC  | 25 | Lucas di Grassi    | Virgin-Cosworth      | 62     | +9 ronden               | 21   |        |
| DNF | 15 | Vitantonio Liuzzi  | Force India-Mercedes | 49     | Ongeval                 | 16   |        |

## Noot
- Dit was de eerste pole position voor Nico Hülkenberg.

1972 · 1973 · 1974 · 1975 · 1976 · 1977 · 1978 · 1979 · 1980 · 1981 · 1982 · 1983 · 1984 · 1985 · 1986 · 1987 · 1988 · 1989 · 1990 · 1991 · 1992 · 1993 · 1994 · 1995 · 1996 · 1997 · 1998 · 1999 · 2000 · 2001 · 2002 · 2003 · 2004 · 2005 · 2006 · 2007 · 2008 · 2009 · 2010 · 2011 · 2012 · 2013 · 2014 · 2015 · 2016 · 2017 · 2018 · 2019